# Championnat d'Irlande de hurling 2017
Navigation
Édition précédente Édition suivante
Le championnat d'Irlande de hurling 2017 (2017 All-Ireland Senior Hurling Championship) est le 130e championnat inter-comté de hurling. Il se dispute au cours du printemps et de l'été 2017. Il oppose 15 équipes représentant 15 des 32 comtés irlandais. L’équipe de Tipperary GAA est le tenant du titre. La finale est programmée pour le 4 septembre 2011 à Croke Park à Dublin.
C'est Galway GAA qui remporte le championnat en battant en finale Waterford GAA. C'est la cinquième victoire de Galway en championnat et la première depuis vingt-neuf ans.

## Structure de la compétition
Le All-Ireland Senior Hurling Championship se dispute sur la base d'une part des championnats du Leinster et du Munster et d'autre part de la Christy Ring Cup, l'équivalent d'une deuxième division.
Quinze équipes participent cette année au championnat. Elles disputent tout d'abord les deux championnats provinciaux qui permet de déterminer des équipes têtes de série. Puis en fonction de leur classement en championnat provincial, ces mêmes équipes disputent les matches qualificatifs puis en cas de victoire les quarts de finale, demi-finales puis finales.
En championnat du Leinster.
Sept des douze comtés du Leinster participent au championnat. À ces équipes s'ajoutent Galway et Kerry. Le championnat commence par une phase de poule où s'affrontent les quatre équipes les plus faibles. Le dernier de ce groupe descend en Christy Ring Cup. Les deux premiers sont qualifiés pour la phase qualificative du All-Ireland Le championnat devient en suite une compétition par élimination directe.
Le finaliste du championnat du Leinster est directement qualifié pour les quarts de finale du championnat d'Irlande. Le vainqueur, lui, est qualifié pour les demi-finales.
En championnat du Munster.
Six des huit comtés du Munster participent au championnat. Le Kerry participe de son côté au championnat du Leinster. La compétition se déroule par élimination directe.
Le finaliste du championnat du Munster est directement qualifié pour les quarts de finale du championnat d'Irlande. Le vainqueur, lui, est qualifié pour les demi-finales.

## Demi-finales
| Demi-finale 1     | Galway GAA                                                                             | 0-22 - 1-18 | Tipperary GAA                                                                                               | Croke Park, Dublin                                                   |                                                                      |
| 6 août 2017 16:00 | J Canning 0-11, C Whelan 0-4, C Cooney et J Coen 0-2, J Cooney, P Mannion, D Burke 0-1 | (–)         | S Callanan 0-5, J McGrath 1-1, J O’Dwyer et B Maher 0-3, N McGrath et P Maher 0-2, J Forde et S Kennedy 0-1 | Spectateurs : 68 184 Diffuseur : RTÉ Arbitrage : B Kelly (Westmeath) | Spectateurs : 68 184 Diffuseur : RTÉ Arbitrage : B Kelly (Westmeath) |

| Demi-finale 2      | Cork GAA                                                                                     | 0-20 – 4-19 | Waterford GAA | Croke Park, Dublin                                                  |                                                                     |
| 13 août 2017 15:30 | P Horgan 0-12; A Cadogan, C Lehane 0-2, S Kingston, D Fitzgibbon, S Harnedy, L O’Farrell 0-1 | (–)         | Pauric Mahony 0-8, J Barron 2-1; K Moran 0-4; A Gleeson 1-2, M Walsh 1-0; D Fives, C Gleeson, B O’Halloran, M Shanahan 0-1 | Spectateurs : 72 022 Diffuseur : RTÉ Arbitrage : J. Owens (Wexford) | Spectateurs : 72 022 Diffuseur : RTÉ Arbitrage : J. Owens (Wexford) |

## Finale
| Finale                 | Galway GAA | 0-26 – 2-17 | Waterford GAA                                                                                            | Croke Park, Dublin                                                         |                                                                            |
| 3 septembre 2017 15:30 | J Canning 0-9, David Burke 0-4, C Cooney 0-3, C Mannion 0-2, N Burke 0-2, J Cooney 0-2, J Flynn 0-2, J Coen 0-1, C Whelan 0-1 |             | Pauric Mahony 0-11, K Moran 1-1, K Bennett 1-0, J Barron 0-2, M Walsh 0-1, B O'Halloran 0-1, T Ryan 0-1. | Spectateurs : 82 300 Diffuseur : RTÉ Arbitrage : Fergal Horgan (Tipperary) | Spectateurs : 82 300 Diffuseur : RTÉ Arbitrage : Fergal Horgan (Tipperary) |